# Chešvan
Chešvan (hebrejsky חֶשְׁוָן‎, zkrácenina pro marchešvan, hebrejsky מַרְחֶשְׁוָן‎; z akkadského waraḫsamnu, doslova „osmý měsíc“) je druhý měsíc podle občanského kalendáře a osmý podle biblického židovského kalendáře. V Bibli je nazýván „bul“. Jedná se o podzimní měsíc, který trvá 29 dní (mimo „kompletní roky“, při kterých má 30 dní). Podle gregoriánského kalendáře připadá chešvan obvykle na říjen–listopad. Jeho znamením v zodiaku je štír. Je to jediný měsíc, na který nepřipadají žádné svátky, proto se podle tradice nazývá mar chešvan – hebrejsky „hořký chešvan“.

## Události v chešvanu
- 6. chešvan – byl oslepen král Sidkijáš na rozkaz Nebukadnesara II.[2]
- Pokud do 17. dne měsíce nezaprší, přidává se speciální modlitba pro déšť.
- 17. chešvan - započala biblická potopa světa
- 17. chešvan – král Šalamoun dokončil stavbu prvního Chrámu (nebyl však otevřen do následujícího měsíce Tišri)

## Járcajty
3. chešvanOvadja Josef (roku 5774 = 2013 o. l.)
5. chešvanJosef Burg (roku 5760 = 1999 o. l.)
16. chešvanEl'azar Menachem Man Šach (roku 5762 = 2001 o. l.)
18. chešvanMeir Kahane (roku 5751 = 1990 o. l.)
19. chešvanRichard Feder (roku 5731 = 1970 o. l.)
20. chešvanJonathan Sacks (roku 5781 = 2020 o. l.)
21. chešvanImmanuel Jakobovits (roku 5760 = 1999 o. l.)
24. chešvanŠlomo Goren (roku 5755 = 1994 o. l.)
25. chešvanCvi Jehošua ha-Levi Horowitz (roku 5577 = 1816 o. l.)